# Jack Brooks: Monster Slayer
Jack Brooks: Monster Slayer és una pel·lícula de monstres canadenca produïda per Brookstreet Pictures estrenada l'any 2007. La pel·lícula va ser dirigida Jon Knautz i les estrelles Trevor Matthews, Robert Englund i Rachel Skarsten.

## Argument
La pel·lícula tracta d'un lampista anomenat Jack (Trevor Matthews) la família del qual és sacrificada per una bèstia demoníaca. Mentre que arregla els tubs pel Dr. Crowley (Robert Englund), el professor desperta una font de mal i finalment el transforma en un monstre. Amb la propagació del mal fora de control, Jack aprofita la seva ira per enfrontar als monstres i venjar la seva família.

## Repartiment
- Robert Englund: Professor Gordon Crowley
- Trevor Matthews: Jack Brooks i Troll del Bosc
- Rachel Skarsten: Eve
- David Fox : VellHoward
- Daniel Kash: Conseller Silverstein
- James A. Woods: John
- Stefanie Drummond: Janice
- Dean Hawes: Emmet
- Ashley Bryant: Kristy
- Chad Harber: Pat
- Patrick Henry: Trevor
- Meghanne Kessels: Suzy
- Meg Charette: Erica
- Kristyn Butcher: Celia
- Andrew Butcher: Raymond
- Simon Rainville: Slim
- Matthew Stefiuk: Omar
- Ariel Waller: Cindy Brooks
- John Ross: Charles Brooks
- Victoria Fodor: Gene Brooks
- Derrick Damon Reeve: Cyclops